# Carlos Pellicer Vázquez
Carlos Pellicer Vázquez (nacido el 12 de mayo de 1944 en La Coruña, Galicia, España) es un ex-futbolista español. Jugaba de delantero y su primer club fue el Deportivo de La Coruña.

## Carrera
Comenzó su carrera en 1964 jugando para el Deportivo de La Coruña. Jugó para el club hasta 1967. En ese año se pasó al FC Barcelona, en donde estuvo jugando hasta 1970. En 1969, juega la final de la Recopa. En 1970 se fue al Valencia CF, manteniéndose hasta 1973. En ese año se fue al Levante UD, abandonando el club en 1974 y retirándose definitivamente del fútbol.

## Clubes
| Club                   | País   | Año       |
| ---------------------- | ------ | --------- |
| Deportivo de La Coruña | España | 1964-1967 |
| FC Barcelona           | España | 1968-1970 |
| Valencia CF            | España | 1970-1973 |
| Levante UD             | España | 1973-1974 |